# Where Legend Began
 Where Legend Began è il terzo del gruppo punk inglese English Dogs, pubblicato nel 1986 dalla Under One Flag.

## Tracce
1. Trauma (strumentale) – 1:54
2. The Eye of Shamahn – 4:48
3. Enter the Domain – 5:12
4. Premonition – 5:05
5. Calm Before the Storm – 5:58
6. Flashback – 4:11
7. A Tomb of Traveller's Past – 5:08
8. Middle Earth – 5:07
9. Epilogue (strumentale) – 8:08

## Formazione
- Mark "Wattie" Watson - basso, cori
- Gizz Butt - chitarra, cori
- Adie Bailey - voce,
- Andrew "Pinch" Pinching - batteria, cori